# Elecciones estatales del Estado de México de 2017
Las elecciones estatales del Estado de México de 2017, denominadas oficialmente Proceso Electoral 2016-2017, se llevaron a cabo el domingo 4 de junio de 2017 por el Instituto Electoral del Estado de México (IEEM). En ellas se renovó el siguiente cargo de elección popular:
- Gobernador del Estado de México. Titular del Poder Ejecutivo del estado, electo para un periodo de seis años no reelegibles en ningún caso. El candidato electo fue Alfredo del Mazo Maza.[2]

## Desarrollo
El IEEM inició el «Proceso Electoral 2016-2017» el 1 de septiembre de 2016. El periodo de precampaña comenzó el 23 de enero y finalizó el 3 de marzo mientras que el registro de candidatos se llevó a cabo el 29 de marzo. El 2 de abril de 2017 el IEEM anunció las candidaturas oficiales de la contienda, incluyendo la aceptación de dos independientes, las de Teresa Castell y la de Isidro Pastor la cual fue finalmente revocada por el Tribunal Electoral del Estado de México.
La lista nominal del Estado de México está conformada por 11 millones 312 917 personas —5 millones 930 mil 843 de mujeres y 5 millones 382 mil 074 de hombres— que pudieron haber votado, y 364 ciudadanos que integraron la Lista Nominal de Electores de Ciudadanos Residentes en el Extranjero. Sin embargo, sólo acudieron a las urnas 6,080,214 electores, es decir, la jornada electoral contó con una participación del 53.7%. Del 29 de mayo al 2 de junio fueron entregados los paquetes electorales y los útiles necesarios para la elección en los 45 consejos distritales del IEEM. Desde el 30 de mayo fueron publicadas las listas nominales fuera de los sitios en donde estarán instaladas las casillas.
El candidato ganador fue Alfredo del Mazo Maza, quien tomó posesión el 15 de septiembre de 2017 y cuyo periodo constitucional como Gobernador del Estado de México inició el 16 de septiembre de 2017.

### Campañas
Las campañas por la gubernatura del Estado de México iniciaron el 3 de abril: Alfredo Del Mazo lo hizo en Tlalnepantla, Delfina Gómez en Texcoco, Óscar González en Toluca, Josefina Vázquez en Atlacomulco y Juan Zepeda en Nezahualcóyotl.
El IEEM organizó dos debates entre los contendientes, siendo el primero de ellos el 25 de abril y el segundo el 9 de mayo.
El 26 de mayo Óscar González, candidato del PT, anunció su declinación hacia Delfina Gómez Álvarez, de Morena.
Entre el 28 y el 30 de mayo en distintos eventos a lo largo del Estado de México, concluyeron las campañas electorales: Alfredo Del Mazo lo hizo en Toluca, Delfina Gómez en Texcoco, Josefina Vázquez en Huixquilucan y Juan Zepeda en Nezahualcóyotl.

## Encuestas
| Encuestadora          | Fecha                    | Del Mazo | Gómez  | Vázquez | Zepeda | González | Castell | NS/SC  | MDE   |
| --------------------- | ------------------------ | -------- | ------ | ------- | ------ | -------- | ------- | ------ | ----- |
| Encuestadora          | Fecha                    |          |        |         |        |          |         | NS/SC  | MDE   |
| El Financiero         | 13 a 16 de enero         | 21%      | 20%    | 33%     | 14%    | —        | 12%     | —      | ±3.1% |
| El Universal          | 4 a 7 de febrero         | 19.8%    | 17.8%  | 19.6%   | 13.8%  | —        | 3%      | —      | ±3.1% |
| Gii 360 Grupo Impacto | 16 a 20 de febrero       | 16.88%   | 17.14% | 19.61%  | 14.29% | —        | 9.09%   | 12.73% | ±3.5% |
| Demotecnia            | 25 de febrero            | 35%      | 14%    | 33%     | 9%     | —        | 9%      | —      | ±4.5% |
| El Financiero         | 2 a 4 de marzo           | 28%      | 22%    | 26%     | 17%    | —        | 7%      | —      | ±2.6% |
| Reforma               | 9 a 13 de marzo          | 29%      | 28%    | 27%     | 11%    | —        | 3%      | —      | ±3.4% |
| México Elige          | 28 de marzo a 1 de abril | 24.7%    | 31.2%  | 18.4%   | 9.4%   | —        | —       | —      | ±2.8% |
| El Universal          | 1 a 4 de abril           | 21%      | 17.4%  | 14.1%   | 12.7%  | 2%       | 1.6%    | —      | ±3.1% |
| Reforma               | 19 a 23 de abril         | 28%      | 29%    | 22%     | 14%    | 3%       | 2%      | 26%    | ±3.5% |
| Consulta Mitofsky     | 22 a 23 de abril         | 23.6%    | 24.4%  | 14.9%   | 13.6%  | 1%       | 1%      | 21.5%  | ±3.5% |
| Demotecnia            | 25 a 29 de abril         | 31%      | 26%    | 25%     | 15%    | 1%       | 2%      | —      | ±4.5% |
| El Financiero         | 25 a 30 de abril         | 32%      | 29%    | 18%     | 15%    | 3%       | 2%      | 27%    | ±2.4% |
| La Razón de México    | 28 de abril a 3 de mayo  | 30%      | 17%    | 26%     | 22%    | 3%       | 3%      | —      | ±2.4% |
| SDP Noticias          | 5 de mayo                | 25%      | 26.4%  | 16.8%   | 17.4%  | 1.9%     | 2.8%    | 9.7%   | ±2.3% |
| El Heraldo de México  | 3 a 6 de mayo            | 24.65%   | 21.57% | 17.99%  | 17.32% | 2.0%     | 3.16%   | 13.32% | ±2.9% |
| El Universal          | 7 de mayo                | 19.01%   | 17.5%  | 10.4%   | 10.7%  | 1.1%     | 3.2%    | 38.09% | ±3.1% |
| Gii360 Grupo Impacto  | 10 de mayo               | 22.65%   | 22.29% | 16.1%   | 12.73% | 2.34%    | 8.05%   | 15.84% | ±5%   |
| Parámetro             | 13 a 16 de mayo          | 27.7%    | 23.2%  | 17.4%   | 23.7%  | 1.4%     | 4.1%    | 2.5%   | ±2.8  |
| Indicadores SC        | 18 a 20 de mayo          | 26.3%    | 37.4%  | 13.3%   | 16.3%  | 1.2%     | 2.9%    | 2.6%   | ±2.8% |
| El Financiero         | 20 a 23 de mayo          | 34%      | 29%    | 13%     | 19%    | 2%       | 3%      | 28%    | ±2.8% |
| Hora Cero             | 20 a 25 de mayo          | 27.5%    | 34%    | 13.2%   | 15.9%  | 2.7%     | 6.5%    | 0.2%   | ±4%   |
| Reforma               | 20 a 25 de mayo          | 30.7%    | 31.2%  | 14.1%   | 16.8%  | 0.6%     | 5.8%    | 0.2%   | ±4%   |
| El Universal          | 20 a 25 de mayo          | 33.8%    | 29.8%  | 14.7%   | 17.4%  | 1.9%     | 2.9%    | 0.2%   | ±3.1% |
| BGC-Excélsior         | 25 a 29 de mayo          | 27%      | 28%    | 19%     | 23%    | 1%       | 2%      | —      | ±3.2% |

## Resultados
1. ↑  Óscar González Yáñez, candidato del Partido del Trabajo, declinó a favor de Delfina Gómez Álvarez.
2. ↑  Óscar González Yáñez, candidato del Partido del Trabajo, declinó a favor de Delfina Gómez Álvarez.

## Irregularidades
El 9 de mayo, la FEPADE recibió varias denuncias acerca de llamadas proselitistas, o bien, llamadas que invitaban a no votar.
El día 28 de mayo, Miguel Ángel Juárez —Vocero de Oscar González Yáñez—, denunció la colocación de 150 espectaculares apócrifos que invitaban a votar por el candidato del Partido del Trabajo (quien declinó a favor de Delfina Gómez, candidata de MORENA) por parte del gobierno priísta de Eruviel Ávila.
El 2 de junio, el grupo de ciberactivismo Anonymous, difundió un video en el que se muestra a Ernesto Nemer —Coordinador de campaña del PRI— y a Alejandra del Moral —Presidenta priísta en el Estado de México— en una reunión con presuntos operadores del partido, haciendo comentarios violentos, machistas y misóginos acerca de las elecciones; en uno de esos comentarios, se puede escuchar: 

¿Qué le vas a responder a los que cuestionan los avances en el estado?
¡Que le vamos a romper la madre a cualquiera que se oponga al régimen priista!
Ernesto Nemer a un operador priísta

El 3 de junio, aparecieron en las casillas electorales de Tlanepantla, Tecámac, Cuautitlán Izcalli varias cabezas de cerdos, acompañados de cruces y una lista con los nombres y domicilios de los vecinos; según los mismos vecinos, la acción se trata de una intimidación por parte del Partido Revolucionario Institucional.
El 3 de junio, varios policías adscritos al CUSAEM denunciaron la presión de los altos mandos para votar por el candidato Alfredo del Mazo, según su testimonio, les amenazaban con despedirlos, uno de ellos, contó al semanario Proceso:

Éste audio lo grabo con la finalidad de que se enteren todos los mexiquenses. Trabajo en el Cusaem, los cuerpos auxiliares del Estado de México. Nuestro jefe, Gerardo Castillo, comandante de región, yo tengo la supervisión de más de 600 elementos. Tenemos instrucciones de que avancen todos al cuartel, a La Loma, en Tlalnepantla, para de ahí partir de manera (…) a votar a casillas que no nos corresponden. Nos están amenazando

Finalmente, los siete consejeros del IEEM aprobaron el cómputo final de la elección y el 8 de agosto de 2017 le otorgaron a Alfredo del Mazo la constancia de mayoría.